# Година повного місяця
«Година повного місяця» («Mėnulio pilnaties metas») — радянський художній фільм 1988 року, знятий режисером Арунасом Жебрюнасом на Литовській кіностудії.

## Сюжет
Історична релігійна драма про національні протиріччя в Литві початку XVII століття. Литва язичницького вірування — XVI ст. З метою насадження християнства сюди прибуває чернець-єзуїт. Фанатик починає свою діяльність, вступаючи у боротьбу з усім, що вважає язичницьким відступом від істинної віри. Піме, дочка місцевого ксьондза, не має наміру приховувати своєї прихильності до язичницьких обрядів. Чернець, що колись дав обітницю безшлюбності, стає жертвою власної любові до жінки і ненависті до інакомислячої. Герой розуміє, що одержимий пристрастю і не в силах чинити опір спокусі…

## У ролях
- Йоргас Панехеас — єзуїт-фанатик, посланник Риму
- Марія Пробош — Піме, врятована дівчина
- Барбара Брильська — Барбара, черниця
- Костас Сморігінас — горбун, слуга єзуїта-фанатика
- Вітаутас Паукште — ксьондз
- Юріс Стренга — комендант литовського замку
- Робертас Вайдотас — князь Радвіла Нашлайтеліс
- Юрате Онайтіте — княгиня
- Пятрас Степонавічюс — кульгавий слуга князя та княгині
- Моніка Жебрюнайте — Марта, служниця князя та княгині
- Роландас Буткявічюс — божевільний, ув'язнений замку
- Улдіс Ваздікс — капітан корабля
- Саулюс Баландіс — простолюдин, син вмираючого від чуми батька
- Володимир Єпископосян простолюдин-язичник, мешканець замку
- Чесловас Стоніс — простолюдин (старий з дзвіночком), мешканець замку
- Алексас Бурніцкас — простолюдин-язичник, мешканець замку
- Йєронімас Чюпліс — стражник замку
- Йонас Пакуліс — православний священик
- Фелікс Ейнас — простолюдин, мешканець замку
- Альгірдас Латенас — простолюдин, син вмираючого від чуми батька
- Яніна Матеконіте — простолюдинка (жінка зі глечиком води), мешканка замку
- Едгарас Савіцкіс — вмираючий старий у возі
- Антанас Сейкаліс — епізод
- Сакалас Уждавініс — простолюдин, мешканець замку
- Герардас Жальонас — протестанський священик
- Г. Амбрасайте — епізод
- Р. Даргінавічюс — епізод
- Шарунас Навіцкіс — епізод
- А. Навіцкас — епізод
- Зенонас Рочіс — епізод
- Евалдас Вічінас — простолюдин, мешканець замку
- Саулюс Барейкіс — епізод
- Барбара Космаль — юна мешканка замку
- Даля Бренчюте — епізод

## Знімальна група
- Режисер — Арунас Жебрюнас
- Сценарист — Арунас Жебрюнас
- Оператор — Йонас Гріцюс
- Композитор — Бронісловас-Вайдутіс Кутавічюс
- Художник — Альгімантас Шюгжда